# Ante-Nicene Fathers
 Ante-Nicene Fathers , sottotitolato The Writings of the Fathers Down to A.D. 325,  è una raccolta di libri in 10 volumi, che contengono la traduzione in inglese della maggior parte degli scritti paleocristiani, ad eccezione di Origene, dall'inizio del Cristianeismo alla proclamazione del Credo niceno.

## Storia

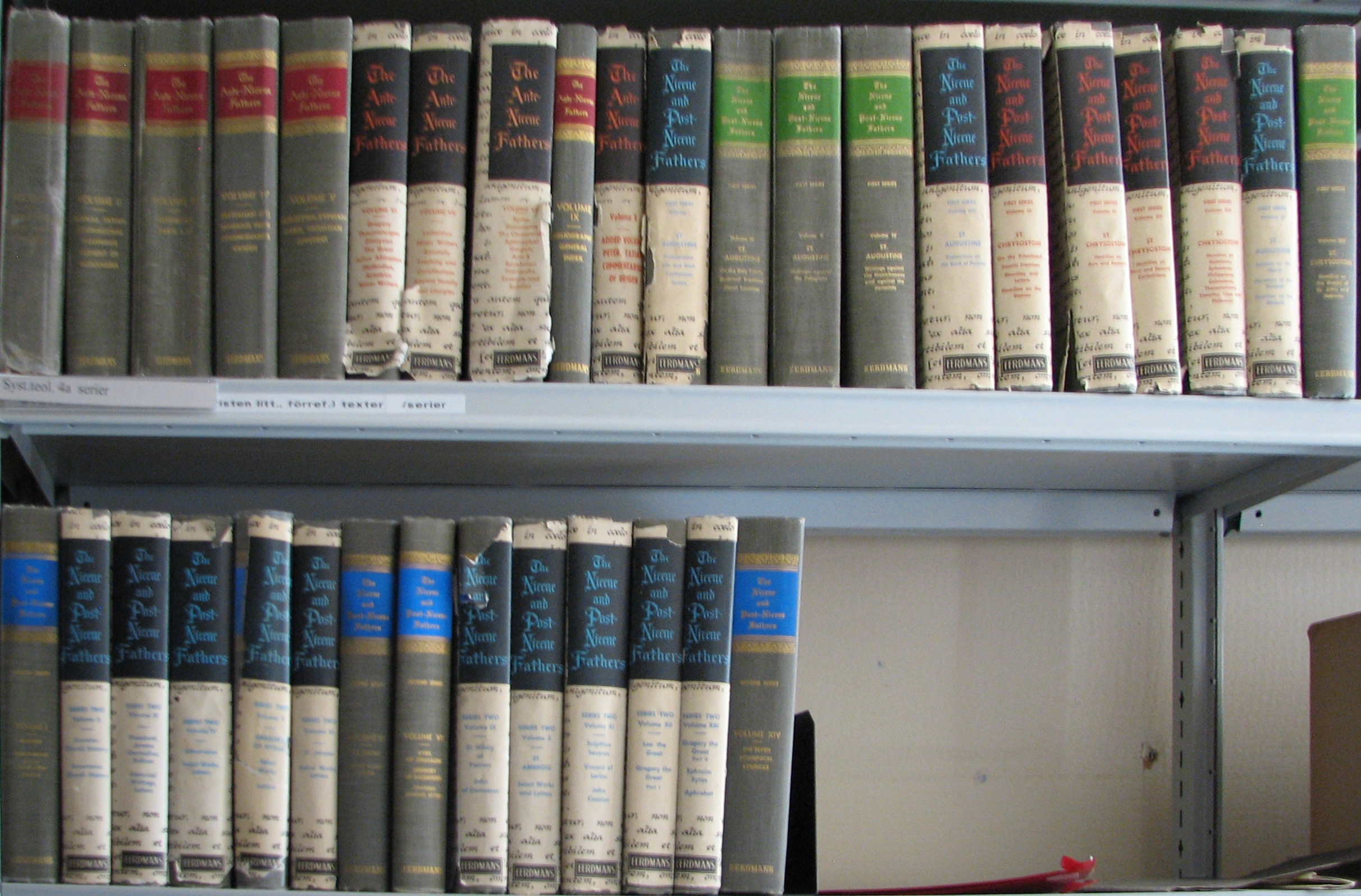
Libreria contenente la serie Ante-Nicene Fathers

La serie fu originariamente pubblicato fra il 1867 e il 1873 dalla casa editrice presbiteriana T&T Clark di Edimburgo, con il titolo di  Ante-Nicene Christian Library (ANCL), come risposta protestante all'iniziativa editoriale di Oxford intitolata Library of the Fathers, che fu giudicata di stampo eccessivamente cattolico. I curatori dell'edizione furono  Alexander Roberts e James Donaldson, che non sarebbero riusciti a realizzare una traduzione delle opere di origene, a causa dell'insuficiente numero di utenti abbonati.
Dal 1885 al 1896, la Christian Literature Company di Buffalo, successivamente con sede a New York, iniziò a pubblicare l'opera, riorganizzando il contenuto dei volumi, a cura del vescovo episcopaliano di New York, A. Cleveland Coxe, il quale scelse il nuovo titolo di The Ante-Nicene Fathers.
La T & T Clark intentò una causa per violazione del diritto d'autore, ma, incapace di chiudere la partita giudiziaria, trovò un accordo con la controparte. Nel 1897, la T. & T. Clark diede alle stampe il nono volume, contenente nuove traduzioni, che andavano a completare l'ANCL originale. I contenuti dell'opera furono interamente derivati dall'ANCL, ma in un ordine più cronologico. Coxe potèaggiungere le sue introduzioni e note, che furono criticate dalle autorità accademiche e dai revisori cattolici romani.
T. & T. Clark dovette associarsi alla Christian Literature Company e ad altri editori americani per la pubblicazione della collana Nicene and Post-Nicene Fathers.